# Claude Lemaître-Basset
Pour les articles homonymes, voir Claude Lemaître, Lemaître et Basset.
Claude Lemaître-Basset, né le 5 juillet 1900 à Paris 1er et mort le 12 février 1983 à Châteauneuf-sur-Loire dans le Loiret, est un industriel, un déporté résistant et un homme politique français qui est notamment secrétaire d'État sous la Quatrième République.

## Biographie
Son père décède alors qu'il est encore jeune. Il est par la suite adopté par son beau-père, René Basset (1862-1946), lieutenant-colonel de cavalerie et commandeur de la légion d'honneur. Ce dernier à pour grand-oncle l'écrivain et dramaturge Alexandre Basset et pour cousin l'écrivain Adrien Robert. Claude Lemaître étudie aux lycées Hoche, Janson-de-Sailly et Charlemagne et obtient le baccalauréat ès-sciences. Il s'engage à 17 ans dans l'armée française et combat pendant une année. Industriel du bois à Châteauneuf-sur-Loire après la Première Guerre mondiale, il est en élu maire en 1935.
Durant la Seconde Guerre mondiale, il est arrêté en juillet 1941 et traduit devant le conseil de guerre allemand pour divers incidents où il a montré son opposition à l'ennemi, notamment en hissant, le jour du 14 juillet, le drapeau tricolore sur la mairie. Il refuse ensuite d'exécuter les ordres des troupes d'occupation et est révoqué par le régime de Vichy. Il entre en juin 1943 à « Libération-Nord » puis devient au début 1944 le chef départemental du mouvement. Il organise alors de nombreux sabotages et participe à diverses missions. Il est arrêté par la Gestapo d'Orléans le 11 février 1944 et refuse, malgré les tortures, de livrer les noms des principaux chefs de la Résistance locale. Il est déporté à Compiègne puis au camp de Mauthausen en avril 1944, où il se liera d'amitié avec le père Michel Riquet. Il reçoit la médaille de la Résistance pour son attitude exemplaire.
Après guerre, il est réélu maire de Châteauneuf-sur-Loire et exerce ce mandat jusqu'à sa mort. Il est ensuite conseiller général du conseil général du Loiret et devient sénateur du Loiret du Groupe de la gauche démocratique et du Rassemblement des gauches républicaines (du 7 novembre 1948 au 18 juin 1955). Il ne se représente pas aux élections du 19 juin 1955.
Il est nommé secrétaire d'État auprès du ministre de l'Éducation nationale, chargé de l'Enseignement technique, de la Jeunesse et des Sports, charge qu'il exerce du 26 septembre 1951 au 20 janvier 1952. Il est président du conseil général du Loiret de 1961 à 1964. Il fut également président-directeur général de l'entreprise industrielle de bois qu'il fonda en 1930, et président de la Société d'économie mixte pour l'équipement du Loiret.

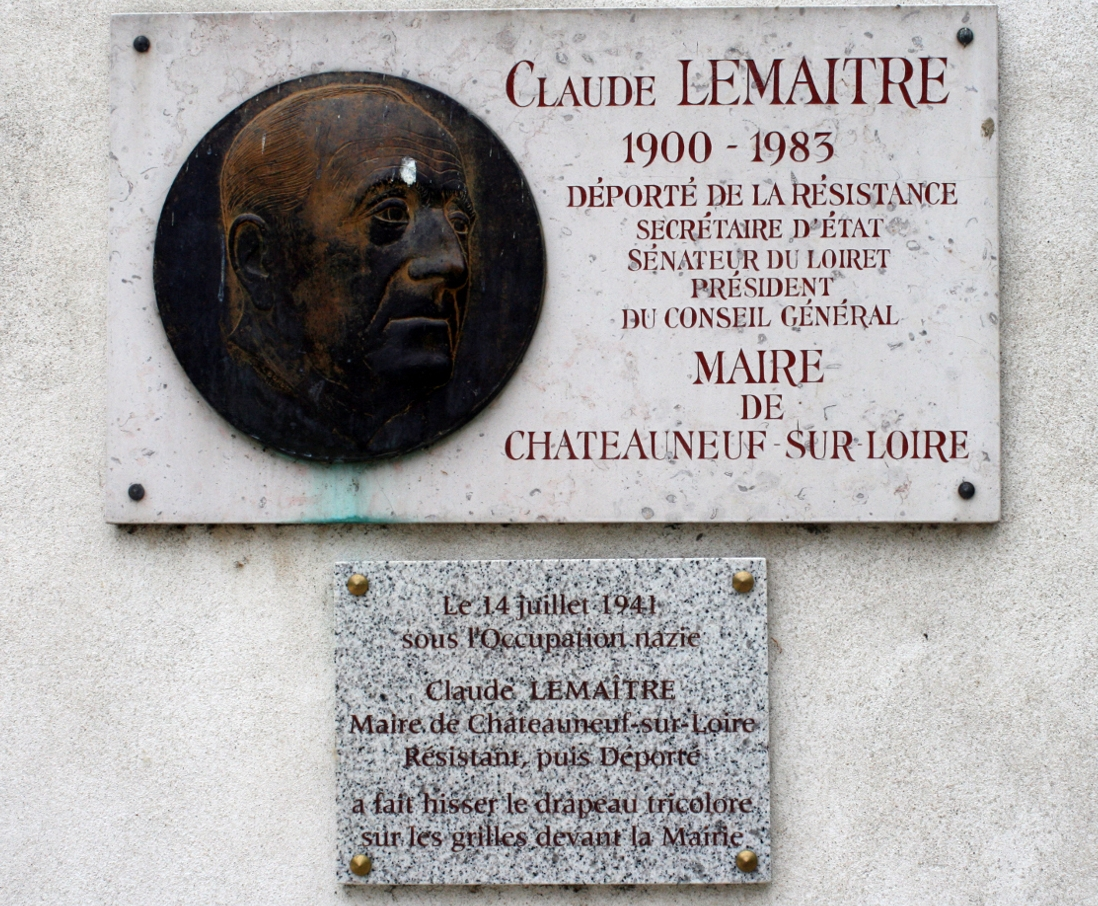
Plaques commémoratives, mairie de Châteauneuf-sur-Loire

## Décorations
- Officier de la Légion d'honneur
- Croix de guerre 1939–1945
- Médaille de la Résistance française par décret du 15 juin 1946[4]
- Commandeur de l'ordre des Palmes académiques
- Croix du combattant volontaire 1914–1918
- Croix du combattant volontaire de la Résistance
- Croix du combattant